# Riba de Âncora
Riba de Âncora is een plaats (freguesia) in de Portugese gemeente Caminha en telt 778 inwoners (2001).

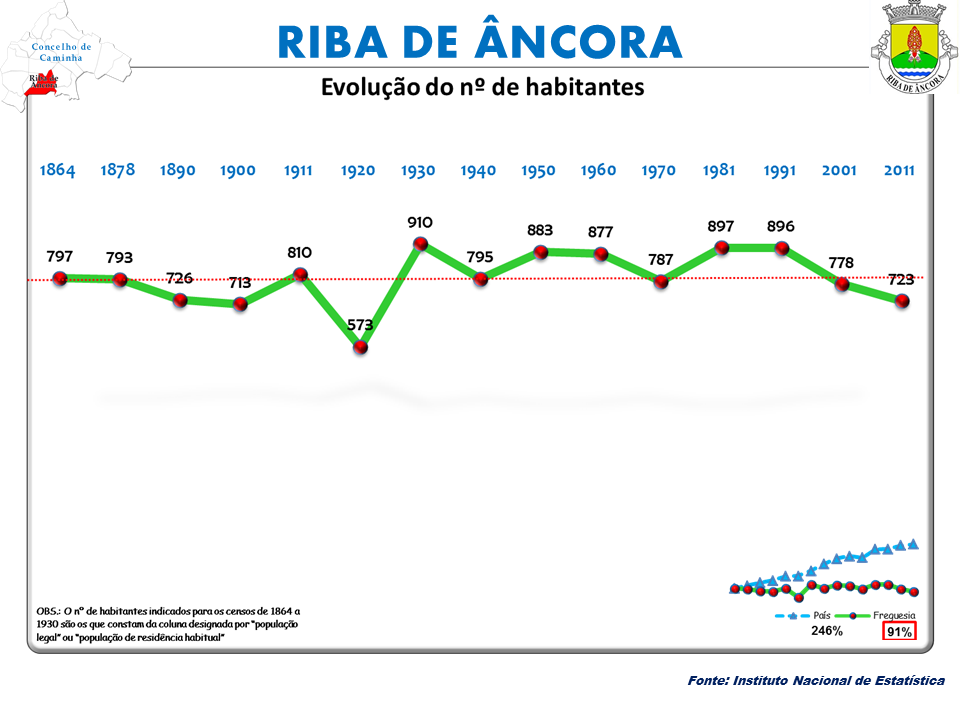
Bevolkingsontwikkeling tussen 1864 en 2011